# Landtagswahlkreis Teltow-Fläming III
Der Wahlkreis Teltow-Fläming III (Wahlkreis 25) ist ein Landtagswahlkreis in Brandenburg. Er umfasst die Städte Baruth/Mark und Zossen sowie die Gemeinden Blankenfelde-Mahlow und Rangsdorf aus dem Landkreis Teltow-Fläming. Wahlberechtigt waren bei der letzten Landtagswahl 50.648 Einwohner.

## Landtagswahl 2024
Bei Landtagswahl 2024 wurde Ines Seiler im Wahlkreis direkt gewählt.
Die weiteren Ergebnisse:
| Gegenstand der Nachweisung | Gegenstand der Nachweisung | Erst- stimmen | Erst- stimmen | Zweit- stimmen | Zweit- stimmen |
| Bewerber                   | Partei                     | Anzahl        | %             | Anzahl         | %              |
| -------------------------- | -------------------------- | ------------- | ------------- | -------------- | -------------- |
| Wahlberechtigte            | Wahlberechtigte            | 52.066        | 52.066        | 52.066         | 52.066         |
| Wählende                   | Wählende                   | 37.969        | 72,9 %        | 37.969         | 72,9 %         |
| Ungültige Stimmen          | Ungültige Stimmen          | 462           | 1,2 %         | 277            | 0,7 %          |
| Gültige Stimmen            | Gültige Stimmen            | 37.507        | 98,8 %        | 37.692         | 99,3 %         |
| davon                      |                            |               |               |                |                |
| Ines Seiler                | SPD                        | 12.202        | 32,5 %        | 11.649         | 30,9 %         |
| Daniel Freiherr von Lützow | AfD                        | 11.146        | 29,7 %        | 10.208         | 27,1 %         |
| Jens Kaehlert              | CDU                        | 7.250         | 19,3 %        | 5.499          | 14,6 %         |
| Claire-Luise Heydick       | GRÜNE                      | 1.274         | 3,4 %         | 1.461          | 3,9 %          |
| Robert Kosin               | Die Linke                  | 1.679         | 4,5 %         | 834            | 2,2 %          |
| Matthias Stefke            | BVB/FW                     | 3.334         | 8,9 %         | 1.405          | 3,7 %          |
| Alexander Korsch           | FDP                        | 622           | 1,7 %         | 421            | 1,1 %          |
| –                          | Tierschutzpartei           | -             | -             | 1.003          | 2,7 %          |
| –                          | Plus (Piraten, ÖDP, Volt)  | -             | -             | 314            | 0,8 %          |
| –                          | BSW                        | -             | -             | 4.580          | 12,2 %         |
| –                          | III. Weg                   | -             | -             | 38             | 0,1 %          |
| –                          | DKP                        | -             | -             | 15             | 0,0 %          |
| –                          | DLW                        | -             | -             | 144            | 0,4 %          |
| –                          | WU                         | -             | -             | 121            | 0,3 %          |

## Landtagswahl 2019
Bei der Landtagswahl 2019 wurde Ortwin Baier im Wahlkreis direkt gewählt.
Die weiteren Ergebnisse:
| Direktkandidat             | Partei           | Erststimmen in % | Zweitstimmen in % |
| -------------------------- | ---------------- | ---------------- | ----------------- |
| Ortwin Baier               | SPD              | 24,8             | 24,5              |
| Robert Dieter Trebus       | CDU              | 16,4             | 15,9              |
| Carsten Preuß              | Die Linke        | 11,0             | 8,5               |
| Daniel Freiherr von Lützow | AfD              | 22,3             | 22,3              |
| Philipp Maaßen             | GRÜNE            | 12,1             | 12,3              |
| Matthias Stefke            | BVB/FW           | 8,9              | 6,4               |
| –                          | PIRATEN          | –                | 0,8               |
| Corina Jäger               | FDP              | 4,6              | 5,1               |
| –                          | ÖDP              | –                | 0,6               |
| –                          | Tierschutzpartei | –                | 3,2               |
| –                          | V-Partei³        | –                | 0,2               |

## Landtagswahl 2014
Bei der Landtagswahl 2014 wurde Christoph Schulze im Wahlkreis direkt gewählt.
Die weiteren Wahlkreisergebnisse;
| Direktkandidat               | Partei    | Erststimmen in % | Zweitstimmen in % |
| ---------------------------- | --------- | ---------------- | ----------------- |
| Dietlind Juliane Biesterfeld | SPD       | 18,6             | 23,8              |
| Carsten Preuß                | Die Linke | 14,0             | 14,6              |
| Karin Petersohn              | CDU       | 17,9             | 20,0              |
| Gerhard Kalinka              | GRÜNE     | 4,8              | 6,6               |
| Klaus Rocher                 | FDP       | 3,9              | 1,6               |
|                              | NPD       |                  | 1,8               |
| Christoph Schulze            | BVB/FW    | 27,0             | 14,9              |
|                              | REP       |                  | 0,2               |
|                              | DKP       |                  | 0,2               |
| Daniel Freiherr von Lützow   | AfD       | 11,8             | 13,9              |
| Oliver Mücke                 | PIRATEN   | 1,9              | 2,3               |

## Landtagswahl 2009
Bei der Landtagswahl 2009 wurde Christoph Schulze im Wahlkreis direkt gewählt.
Die weiteren Wahlkreisergebnisse:
| Direktkandidat    | Partei              | Erststimmen in % | Zweitstimmen in % |
| ----------------- | ------------------- | ---------------- | ----------------- |
| Christoph Schulze | SPD                 | 26,9             | 29,7              |
| Hartmut Rex       | Die Linke           | 23,2             | 23,1              |
| Ralf von der Bank | CDU                 | 23,3             | 21,4              |
| –                 | DVU                 | –                | 00,8              |
| Gerhard Kalinka   | GRÜNE               | 06,7             | 07,5              |
| Mattes Woeller    | FDP                 | 07,8             | 09,6              |
| –                 | 50 Plus             | –                | 00,6              |
| –                 | DKP                 | –                | 00,1              |
| –                 | REP                 | –                | 00,3              |
| –                 | Die-Volksinitiative | –                | 00,6              |
| André Herbon      | NPD                 | 02,8             | 02,7              |
| –                 | RRP                 | –                | 00,7              |
| Hartmut Klucke    | Freie Wähler        | 02,8             | 02,9              |
| Andreas Noack     | Einzelbewerber      | 06,5             | –                 |

## Landtagswahl 2004
Die Landtagswahl 2004 hatte folgendes Ergebnis:
| Direktkandidat    | Partei          | Erststimmen in % | Zweitstimmen in % |
| ----------------- | --------------- | ---------------- | ----------------- |
| Christoph Schulze | SPD             | 32,7             | 29,4              |
| Peter Wagner      | CDU             | 23,0             | 20,2              |
| Hartmut Rex       | PDS             | 26,5             | 22,9              |
| –                 | DVU             | –                | 05,7              |
| Gerhard Kalinka   | GRÜNE           | 06,2             | 05,4              |
| Heike Haak        | FDP             | 05,3             | 04,3              |
| Marco Kehling     | AfW             | 04,2             | 00,9              |
| –                 | AUB-Brandenburg | –                | 05,4              |
| –                 | DKP             | –                | 00,2              |
| –                 | GRAUE           | –                | 01,1              |
| –                 | FAMILIE         | –                | 03,1              |
| –                 | 50 Plus         | –                | 00,7              |
| –                 | JA              | –                | 00,2              |
| Katja Spieß       | Offensive D     | 02,1             | 00,4              |
| –                 | BRB             | –                | 00,4              |